# Leonid Loukov
Pour les articles homonymes, voir Loukov.
Leonid Davidovitch Loukov (en russe : Леонид Давидович Луков), né le 2 mai 1909 à Marioupol dans l'Empire russe et mort à Léningrad en Union soviétique le 24 avril 1963, est un réalisateur et scénariste soviétique.
Leonid Loukov a dirigé vingt-cinq films entre 1930 et 1963. Il a reçu le prix Staline à deux reprises, en 1941 et 1952. Il a été membre du parti communiste à partir de 1941.

## Biographie
Leonid Loukov est né dans la famille du photographe David Loukov à Marioupol, dans l'actuel oblast de Donetsk en Ukraine. Diplômé de l'école Rabfak en 1928, il devient reporter pour les journaux Nacha pravda (Наша правда), Kotchegarka (Кочегарка), Komsomolets Oukraïny (Комсомолец Украины).
Son premier contact avec le cinéma se fait en qualité de scénariste du film Vanka et Vengeur (Ванька и Мститель) d'Axel Loundine sorti en 1928. Avec d'autres passionnés il fonde à Kharkov le studio cinématographique amateur Kinorabmol où fut tournée la série documentaire en cinq épisodes Ma patrie — le Komsomol (Родина моя — комсомол). En 1930-1941, il est réalisateur au Studio Dovjenko. Il rencontre sa future épouse, l'actrice Vera Cherchneva (1906-1978) lors du tournage du film Échelon N°... en 1932. En 1941, on lui décerne le prix Staline pour le film Une grande vie. Lors de la Seconde Guerre mondiale Loukov travaille à Uzbekfilm, où deux de ses films, Alexandre Parkhomenko et Les Deux combattants, sont récompensés par un ordre de Lénine. En 1943, il est engagé par Gorki Film Studio. Il y tourne le deuxième volet d’Une grande vie, qui est massacré par les critiques. Le communiqué spécial de l'Orgburo du 4 septembre 1946 lui reproche la promotion de l'inculture dans son œuvre, ainsi que le manque de position idéologique affirmée. Il renoue toutefois avec le succès en 1950 grâce au film Les Mineurs du Donets (Донецкие шахтеры) adapté du roman de Boris Gorbatov, qui lui vaut un deuxième prix Staline. Le titre honorifique d'artiste du Peuple de la RSFSR lui est attribué en 1957. En 1963, il remonte une nouvelle version de la suite d’Une grande vie, car les temps ont changé et les louanges du camarade Staline ne sont plus bien vus.
En 1963, Loukov entreprend de porter à l'écran le roman de Iouri Guerman Un an (Один год). Il meurt lors du tournage le 24 avril de la même année. Le projet est achevé par Vladimir Berenstein et Ilya Gourine, le film sort en 1964 sous le titre Croyez-moi, les hommes. Leonid Loukov est inhumé au cimetière de Novodevitchi à Moscou.

## Filmographie partielle

### Réalisateur
- 1930 : Écume (Накипь)
- 1931 : Ma patrie - le Komsomol (Родина моя — комсомол)
- 1931 : L'Italienne (Итальянка)
- 1932 : Échelon N°... (Эшелон №...)
- 1935 : Jeunesse (Молодость)
- 1936 : J'aime (ru) (Я люблю)
- 1938 : Directeur (Директор)
- 1939 : Une grande vie, 1re partie (Большая жизнь)
- 1941 : Nuit au-dessus de Belgrade (Ночь над Белградом)
- 1941 : La Mère (Мать) - court métrage
- 1942 : Alexandre Parkhomenko (Александр Пархоменко)[6]
- 1943 : Deux combattants (Два бойца)
- 1945 : C'était dans le Donbass (ru) (Это было в Донбасс)
- 1946 : Une grande vie, 2e partie (Большая жизнь. Вторая серия)
- 1947 : Soldat Alexandre Matrossov (Рядовой Александр Матросов)
- 1950 : Les Mineurs du Donetsk (ru) (Донецкие шахтеры)
- 1953 : Les Barbares (en) (Варвары. Сцены в уездном городе)
- 1953 : Vassa Jeleznova (en) (Васса Железнова) - film spectacle
- 1954 : Cela, il ne faut jamais l'oublier (ru) (Об этом забывать нельзя)
- 1955 : Vers une nouvelle rive (ru) (К новому берегу)
- 1956 : Les Destins différents (ru) (Разные судьбы)
- 1958 : Oleko Dounditch (Олеко Дундич)
- 1961 : Deux Vies (ru) (Две жизни)
- 1964 : Faites-moi confiance (ru) (Верьте мне, люди)

### Scénariste
- 1928 : Vanka et Vengeur (Ванька и Мститель) de Axel Loundine
- 1930 : Ecume (Накипь)
- 1931 : Italienne (Итальянка)
- 1931 : Les Racines de la commune (Корешки коммуны)
- 1932 : Echelon N°... (Эшелон №...)
- 1954 : Cela, il ne faut jamais l'oublier (Об этом забывать нельзя)
- 1955 : Vers un nouveau rivage (К новому берегу) co-écrit avec Vladimir Alekseev
- 1956 : Les Destins différents (Разные судьбы) co-écrit avec Yakov Smoliak
- 1958 : Oleko Dounditch (Олеко Дундич) co-écrit avec Antonin Issakovski

## Distinctions
- prix Staline (1941), pour le film Une grande vie
- prix Staline (1952), pour le film Les Mineurs du Donetsk (1950)
- ordre de Lénine (1944)
- artiste du peuple de la RSFSR (1957)